# 汪楠
汪楠（1755年—1820年），字蔭江，安徽旌德人，清朝政治人物。監生出身。

## 生平
嘉慶二年（1797年）任福建臺灣府淡水撫民同知。嘉慶十年（1805年）署龍巖州知州。嘉慶十六年（1811年）又由浙江嘉興府知府調任台灣府知府，不久兼任按察使銜分巡臺灣兵備道，並輾轉擔任多次該兩官職。